# Иван Регент
Иван Регент (Контовело, код Трста, 24. јануар 1884 — Љубљана, 26. септембар 1967), публициста, друштвено-политички радник СФР Југославије и СР Словеније и јунак социјалистичког рада.

## Биографија
Иван Регент рођен је 24. јануара 1884. године у месту Контовело (итал. Contovello) код Трста. Од своје тринаесте године живео је у Трсту, где је радио и учио бачварски занат.
Године 1902. ступио је у Југословенску социјалдемократску странку, а 1904. године био у вођству тршћанског политичког одбора ЈСДС. Од исте године био је један од руководилаца радничког културно-просветног друштва „Људски одер“. Када се Извршни одбор Југословенске социјалдемократске странке 1914. године преселио из Љубљане у Трст, постао је његов председник.
Године 1915. мобилисан је у Аустроугарску војску. После италијанске окупације Јулијске крајине 1918. године, Регент је био у вођству словеначко-хрватских социјалдемократских организација на тој територији. 1919. године уређивао је раднички магазин „Њива“.
После приступања словеначких социјалдемократских организација Социјалистичкој партији Италије, на конгресу у Болоњи 1919. године изабран је за члана Дирекције Социјалистичке странке Италије. Под његовим вођством су словеначке социјалистичке организације у Јулијској крајини 21. јануара 1921. године на конгресу у Ливорну приступиле новооснованој Комунистичкој партији Италије, па је Регент тада постао члан КП Италије.
Био је главни уредник тршћанског „Делавског листа“, социјалистичког дневника „Ил лавораторе“ и напредног листа „Дело“, којег је уређивао све до његове забране 1926. године. 1922. године био је изабран на комунистичкој листи у тршћанско Општинско веће. Од 1923. до 1927. године био је секретар покрајинског руководства КП Италије за Јулијску крајину и Истру, а члан Централног комитета КП Италије постао је 1929. године.
Због прогона власти морао је 1927. године да се пресели прво у Љубљану, затим у Париз, а одатле у Белгију. По налогу Извршног комитета КП Италије 1931. године одлази у Москву као члан секретаријата међународне „Црвене помоћи“.
Од 1933. до 1941. године руководио је југословенском секцијом за превођење марксистичке литературе, а на Комунистичком универзитету националних мањина Запада предавао је општу историју. У августу 1941. године постао је члан и представник Словенаца у Свеславенском комитету у Москви. 1943. године руководио је вишим партијским курсом за италијанске ратне заробљенике.
Године 1945. вратио се у Југославију и после ослобођења Трста 1. маја, био је у партијском руководству за Трст.
После рата био је:
- министар у влади НР Словеније од јуна 1947. године
- потпредседник Президијума народне скупштине Словеније од априла 1951. године
- члан Извршног већа владе Словеније
- члан Централног комитета Комунистичке партије Југославије, односно Савеза комуниста Југославије до 1964. године
- члан Централног комитета Комунистичке партије Словеније и његовог Извршног комитета
- члан Главног одбора Социјалистичког савеза радног народа Југославије
- члан ССРН Словеније до 1966. године

Написао је брошуру La Venezia Giulia durante la occupazione a la annessione italiana e soto il terrore e la violenza del regime fascista, која је 1929. године изашла у Паризу.
Умро је 26. септембра 1967. године у Љубљани.
Одликован је Орденом јунака социјалистичког рада, Орденом народног ослобођења, Орденом заслуга за народ са златном звездом, Орденом братства и јединства са златним венцем и многим другим одликовањима.